# Episodi di Animal Kingdom (prima stagione)
La prima stagione della serie televisiva Animal Kingdom è stata trasmessa in prima visione sul network TNT dal 14 giugno al 9 agosto 2016.
In Italia, la stagione è stata interamente pubblicata sul servizio di video streaming online on demand Infinity TV il 9 novembre 2016, inoltre va in onda dal 7 febbraio 2017 sul canale pay Premium Crime.
| nº | Titolo originale           | Titolo italiano               | Prima TV USA   | Pubblicazione Italia |
| -- | -------------------------- | ----------------------------- | -------------- | -------------------- |
| 1  | Pilot                      | Senza regole                  | 14 giugno 2016 | 9 novembre 2016      |
| 2  | We Don't Hurt People       | Danni collaterali             | 14 giugno 2016 | 9 novembre 2016      |
| 3  | Stay Close, Stick Together | State vicini, restate insieme | 21 giugno 2016 | 9 novembre 2016      |
| 4  | Dead to Me                 | Per me è morto                | 28 giugno 2016 | 9 novembre 2016      |
| 5  | Flesh Is Weak              | La carne è debole             | 5 luglio 2016  | 9 novembre 2016      |
| 6  | Child Care                 | Le cure di una madre          | 12 luglio 2016 | 9 novembre 2016      |
| 7  | Goddamn Animals            | Maledetti animali             | 19 luglio 2016 | 9 novembre 2016      |
| 8  | Man In                     | Con loro o contro di loro     | 26 luglio 2016 | 9 novembre 2016      |
| 9  | Judas Kiss                 | Tradire la famiglia           | 2 agosto 2016  | 9 novembre 2016      |
| 10 | What Have You Done?        | Che hai fatto?                | 9 agosto 2016  | 9 novembre 2016      |